# الماجل (العدين)

تعديل مصدري - تعديل

الماجل هي إحدى قرى عزلة قصع حليان بمديرية العدين التابعة لمحافظة إب، بلغ تعداد سكانها 763 نسمة حسب تعداد اليمن لعام 2004.